# Bernhard Tittel
Bernhard Tittel (* 6. Jänner 1873 in Wien; † 24. Dezember 1942 ebenda) war ein österreichischer Dirigent und Komponist. Kapellmeisterstationen führten ihn zunächst nach Deutschland, so war er von 1903 bis 1907 Chefdirigent des Stadttheater-Orchesters Halle. Nachdem er mehrere Jahre vielfältig in Wien gewirkt und sich im Bereich des Musiktheaters profiliert hatte, war er von 1923 bis 1928 an der Königlichen Oper in Budapest tätig, ab 1925 als deren Generalmusikdirektor.

## Leben
Bernhard Tittel wurde 1873 als Sohn des gleichnamigen Eisenhändlers (verstorben 1873) und dessen Ehefrau Barbara, geborene Baldi, in Wien-Margareten geboren. Er besuchte das Mariahilfer Communal-Real- und Obergymnasium im Bezirk Mariahilf und war Schüler von Cyrill Wolf an der Orgelschule des Wiener Cäcilien-Vereins. Im Anschluss studierte er von 1890 bis 1893 Violine und Klavier sowie von 1894 bis 1897 Komposition am Konservatorium der Gesellschaft der Musikfreunde in seiner Heimatstadt, wo Joseph Hellmesberger d. J., Robert Fuchs und Ferdinand Löwe zu seinen Lehrern gehörten. Während seines Musikstudiums (1891–1894) war er als Organist an der Italienischen Nationalkirche Maria Schnee (Minoritenkirche) im 1. Wiener Gemeindebezirk tätig.

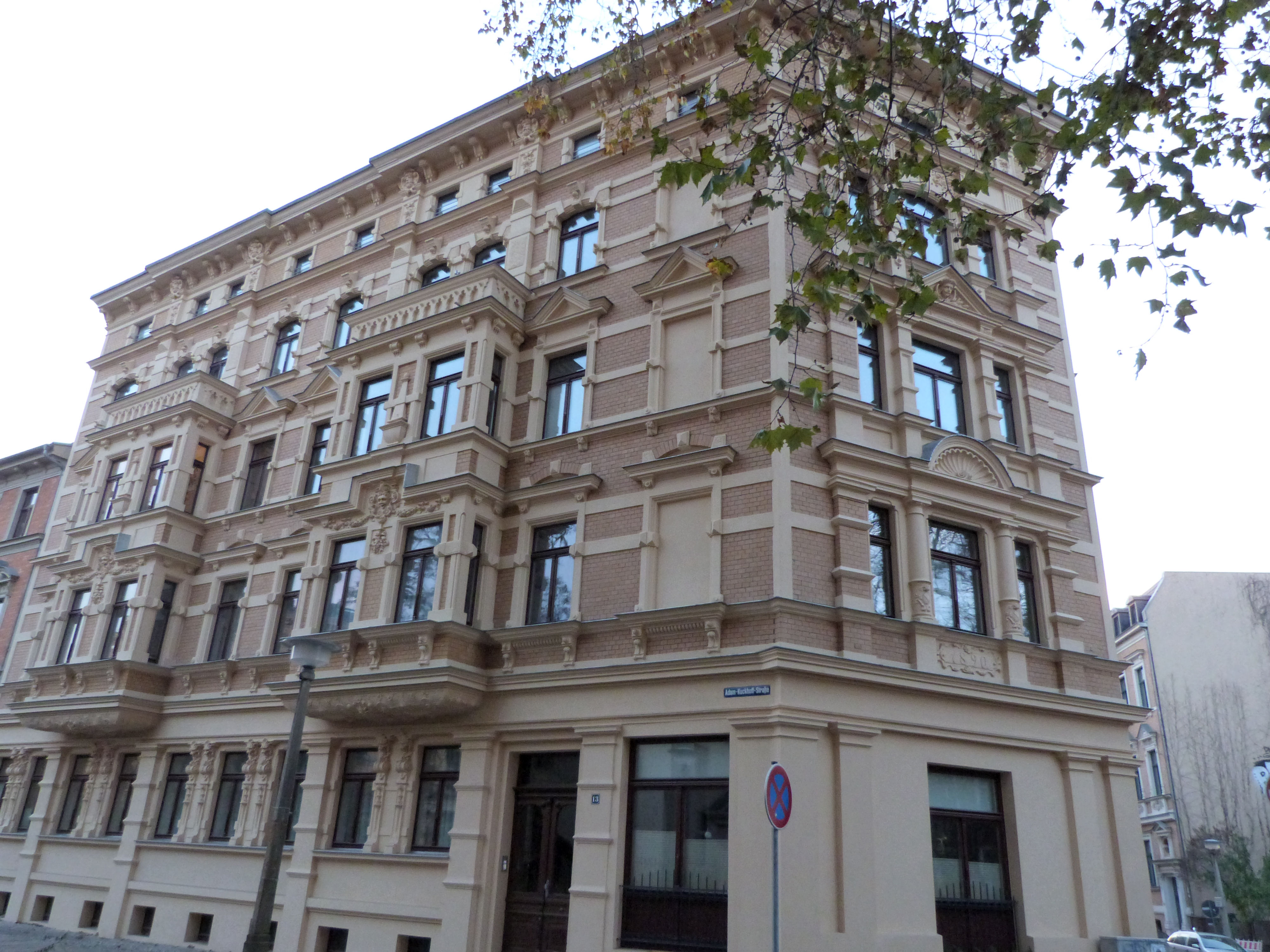
Ehemalige Wohnung von Tittel in der Sophienstraße (heute: Adam-Kuckhoff-Straße) in Halle/Saale (2016)

Von 1897 bis 1901 war er Solorepetitor und Kapellmeister am Hoftheater Karlsruhe im Großherzogtum Baden. Förderung erhielt er dort vom Hofkapellmeister Felix Mottl. 1901 ging er als Kapellmeister an das Stadttheater Halle. Von 1903 bis 1907 war er Chefdirigent des dortigen Stadttheater-Orchesters. Unter seiner Leitung wurde in Halle 1905 Richard Wintzers Oper „Marienkind“ uraufgeführt. Auch wirkte Tittel hier 1906 an der Uraufführung seiner Oper „Cesare Borgias Ende“ mit. 1907 wechselte er an das Stadttheater Nürnberg.
Von 1912 bis 1915 war er Kapellmeister an der Volksoper Wien. 1913 wurde er Vorstandsmitglied des Österreichischen Kapellmeistervereins. Ein Jahr später engagierte er sich im Komitee zur Gründung eines auf volkstümlich-traditionelle Musik ausgerichteten „Schuberteums“. Von 1915 bis 1922 wirkte er als Kapellmeister an der Wiener Hofoper. Von 1920 bis 1923/24 leitete er die sogenannten Tittel-Konzerte, welche von der Konzertdirektion Hugo Heller im Wiener Musikverein veranstaltet worden waren. 1922 wurde er neben Carl Führich Chormeister des Gesangvereins österreichischer Eisenbahnbeamten in Wien. Außerdem dirigierte er das erste Belvederekonzert in Wien. Über Verträge mit der Konzertdirektion Georg Kugel gastierte er etwa in Łódź, Warschau, Stockholm und Mailand. 1925/26 leitete er den Konzertzyklus des Orchestre Philharmonique de Paris. 1927 trat er im Theater an der Wien auf. 1930 folgten weitere Konzerte in Österreich (u. a. mit der Wiener Hofburgkapelle) und den Niederlanden. Im Zeitraum von 1929 bis 1932 kam es zu vereinzelten Rundfunkübertragungen von Tittels Dirigaten. Während seiner Wiener Jahre trat er regelmäßig im Wiener Musikverein (1912–1921) und im Wiener Konzerthaus (1913–1930) auf. Sein Schwerpunkt lag auf dem Musiktheater. Zu seinem Repertoire gehörten u. a. Verdis Ein Maskenball und Rigoletto, Bizets Carmen, Wagners Der fliegende Holländer und Flotows Martha. Zum Teil brachte er in Wien Kompositionen zur Ur- und Erstaufführung. Zu nennen ist etwa die Uraufführung 1922 der Gemeinschaftskomposition „Winfried“ für großes Orchester und Orgel in zwei Sätzen von Johann Prinz und Rudolf Reithoffer mit dem Wiener Sinfonie-Orchester. Dem Opernkritiker Marcel Prawy galt Tittel als „solider Handwerksdirigent“. Nach Richard Specht personifizierte der geborene Wiener „den Typus des mittel-deutschen Opernkapellmeisters“, der durch „robustes Musizieren“ seinen Beitrag leistete.
Von 1923 bis 1928 war er 1. Kapellmeister und ab 1925 Generalmusikdirektor an der Königlichen Oper in Budapest. Hier verantwortete er 1923 die Uraufführung der Oper „Anna Karenina“ von Jenő Hubay. Weiterhin wurde er 1925 Gastdirigent beim Budapester Philharmonischen Orchester. So leitete er auch das Debütkonzert (Joseph Haydns Cellokonzert Nr. 2 in D-dur) des ungarisch-stämmigen Nachwuchs-Cellisten Tibor de Machula.

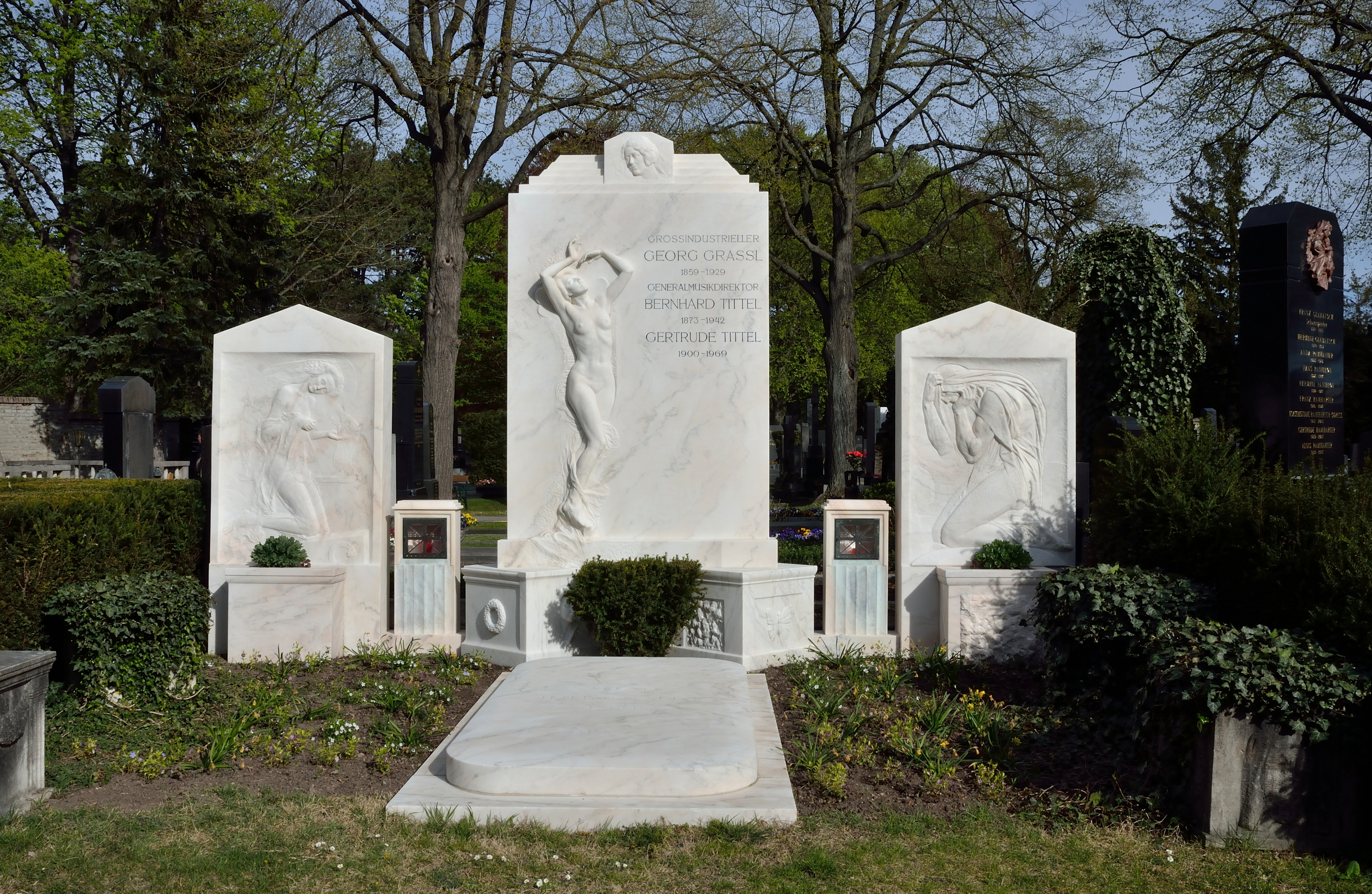
Grab von Georg Grassl, Bernhard Tittel und Gertrude Tittel auf dem Hietzinger Friedhof in Wien (2020)

Bernhard Tittel wurde in der Pfarrkirche St. Josef zu Margareten römisch-katholisch getauft; im Oktober 1938 trat er aus der Kirche aus. Er war mit Gertrude Malvine Amálie Grassl (1900–1969), Tochter des Großindustriellen Georg Grassl (1859–1929), verheiratet. Sein Schwiegervater gehörte zu den reichsten Wienern seiner Zeit. Tittel lebte in Wien bis zuletzt in der Schönbrunner Straße 39. Er verstarb 1942 in seiner Geburtsstadt und wurde auf dem Hietzinger Friedhof (Gruppe 31, Grab 234) im 13. Wiener Gemeindebezirk beigesetzt.

## Werke
Als Komponist war Tittel von Richard Wagners äußerster Geschlossenheit beeinflusst. Er komponierte mehrere Werke u. a. Chormusik (Agnes’ Totenfeier und Ave Maria, gewidmet der österreichischen Kaiserin Zita von Bourbon-Parma), Ouvertüren und Konzertwalzer sowie die Symphonie d-moll (mehrmals unter seiner Leitung vom Wiener Sinfonie-Orchester aufgeführt) und die einaktige Oper Cesare Borgias Ende (Text von Heinrich Götz nach dem gleichnamigen Schauspiel von Rudolf Lothar).

## Auszeichnungen
- 1897: Silberne Gesellschaftsmedaille der Gesellschaft der Musikfreunde in Wien für Komposition[4]
- Sachsen-Coburg und Gothaische Herzog Carl Eduard Medaille am schwarz-gelben Bande[20]
- Großherzoglich Hessischer Orden Stern von Brabant Ritterkreuz 1. Klasse[21]